# 北寧戰役
Template:Campaignbox 清法戰爭
北寧戰役發生於1884年3月6日至24日，是東京遠征中，法國和清國軍隊在越南北部發生的一系列戰役之一。法國佔領了北寧並徹底擊敗了清國的廣西軍。

## 註腳
1. ↑  Grisot and Coulombon, pp. 427–28; Nicolas, pp. 319–20; Conquête, pp. 181–82; Histoire militaire, pp. 73, 76
2. 1 2  Thomazi, Conquête, p. 185